# Cléber Janderson Pereira Reis
Cléber Janderson Pereira Reis, noto come Cléber (São Francisco do Conde, 5 dicembre 1990), è un calciatore brasiliano, difensore svincolato.

## Carriera

### Club

#### Gli esordi in Brasile
Dopo aver giocato nelle giovanili, esordisce nel 2009 con il Paulista, con cui fino al 2011 ottiene 10 presenze. Poi passa all'Itumbiara, con cui segna anche 2 gol in 4 presenze e, sempre nel 2011, anche al Catanduvense, con cui segna 3 gol in 15 partite. Nel biennio 2012-2013 milita nel Ponte Preta, giocando 30 partite e segnando 4 gol. Infine, nel biennio 2013-2014 compie il salto di qualità, trasferendosi al Corinthians, una delle migliori squadre brasiliane, con cui segna anche 3 gol in 31 partite di Brasileirão.

#### Amburgo
Nel 2014 va in Germania per vestire la maglia dell'Amburgo.